# Créosote
Créosote est le nom donné à plusieurs sortes d'huiles extraites de goudrons (de bois ou de charbon ou d'une plante) qui sont des composés complexes (plus d’une centaine de composés chimiques pour la créosote de houille).  
- La créosote de goudrons de houille, découverte par le chimiste allemand Karl von Reichenbach, a été largement la plus utilisée dans le monde. Elle a longtemps été autorisée comme pesticide (conservateur du bois antifongique, antimousse et insecticide). Sa haute teneur en hydrocarbures aromatiques polycycliques (HAP, responsables de son odeur) la rend présumée reprotoxique et cancérogène, polluant organique persistant, écotoxique (notamment pour les organismes aquatiques) et bioaccumulable[6].
- La créosote de bois : matière goudronneuse et malodorante s'accumulant dans les cheminées de chauffage au bois et qui fut produite industriellement.
- Une huile de créosote produite à partir d'un arbuste : le créosotier (Larrea tridentata)[7], autrefois utilisée comme médicament[8].

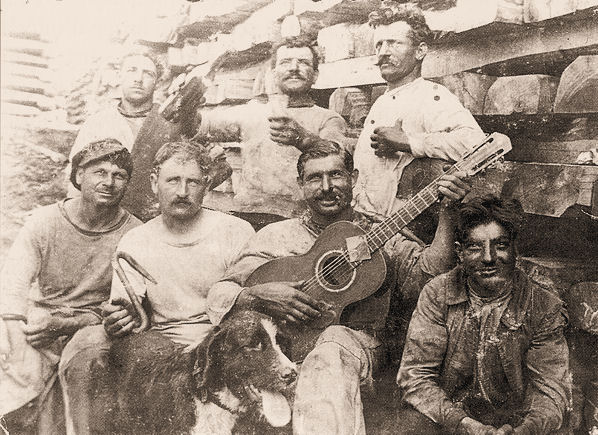
Ouvriers à l'usine de fabrication et de créosotage de traverses de Montérolier - Buchy (France) en 1932.

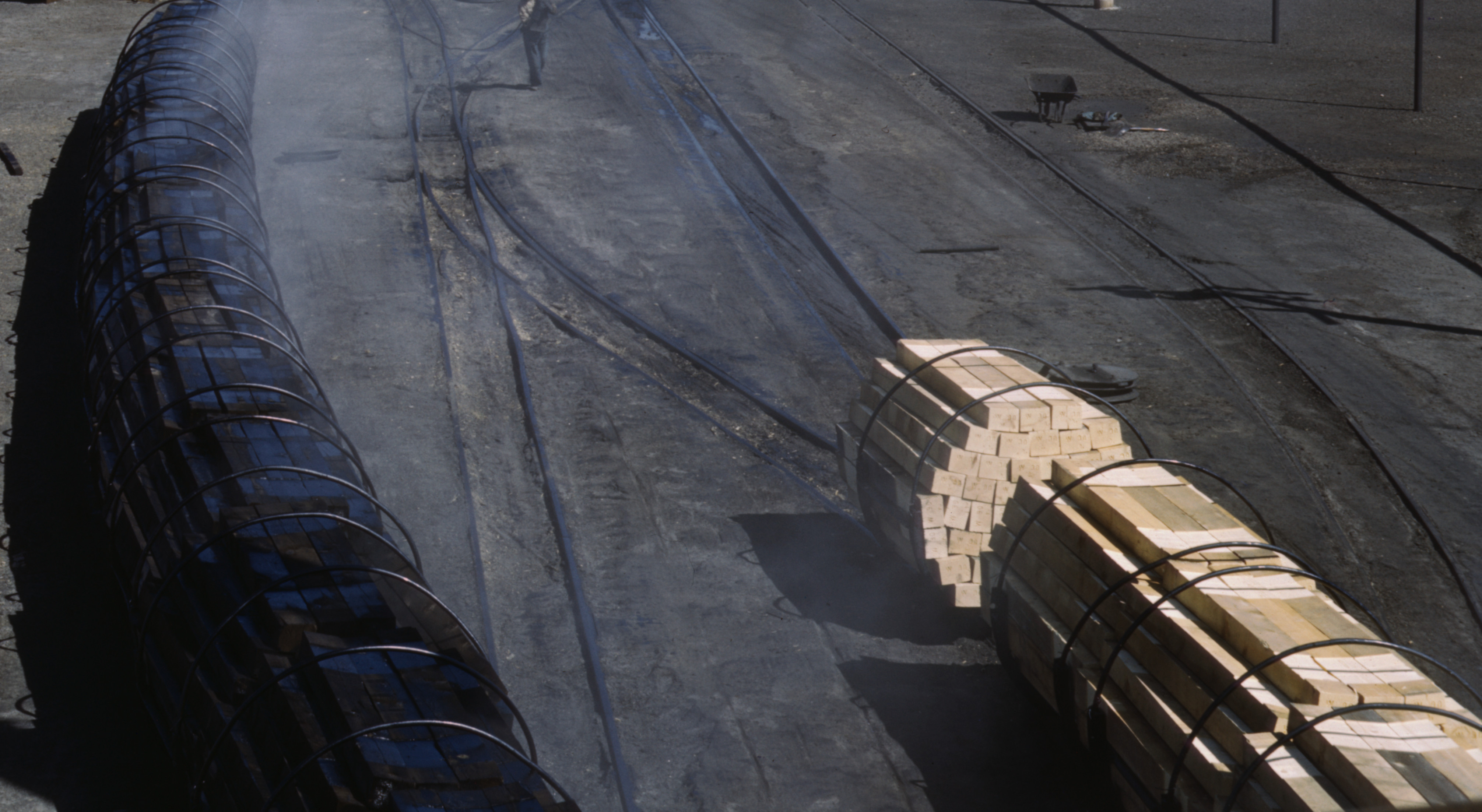
Traverses de chemin de fer neuves avant et juste après créosotage, Nouveau-Mexique, 1943.

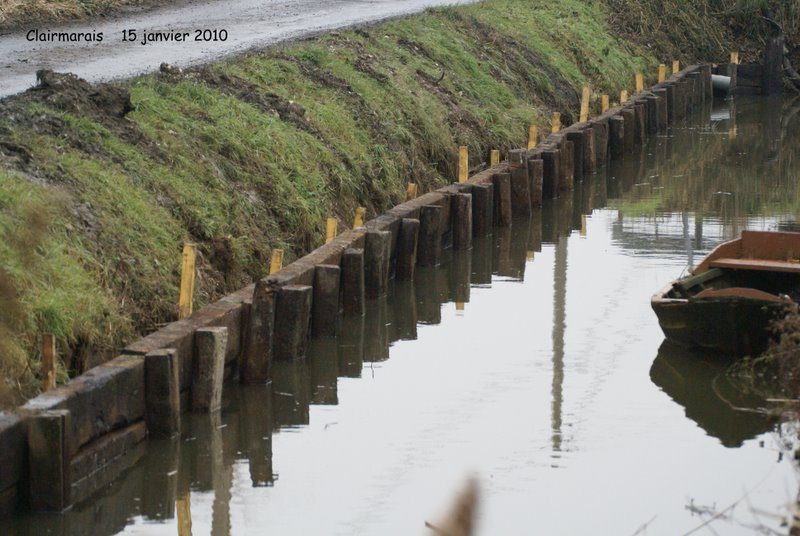
La réutilisation de bois créosoté (ici pour la réfection de berges dans un marais de France) est source de risques de pollution de l'eau par les HAP de la créosote qui risque ici de contaminer par exemple les anguilles.

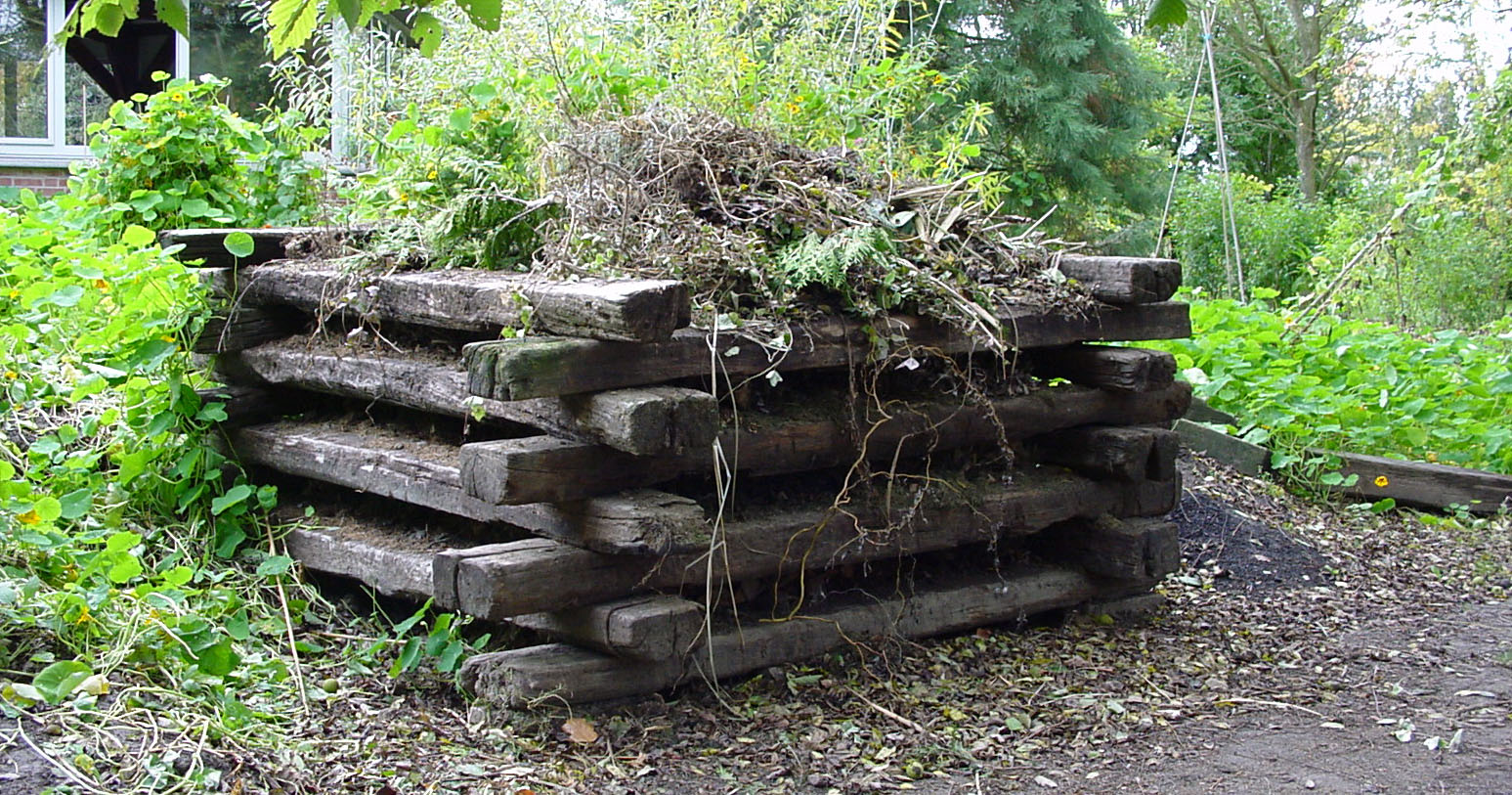
Compostière fabriquée à partir de bois créosoté. Une partie du compost ou des organismes y vivant risque d'être contaminée par des HAP relargués par la créosote.

## Dénominations
La créosote est une substance découverte entre 1830 et 1832 par le chimiste allemand Karl von Reichenbach qui la dénomme Kreosot, mot formé à partir de deux mots grecs : kréas, chair, viande, et sôzein, qui sauve, qui protège.
En 1875, Antoine Béchamp, qui mit en évidence certaines propriétés de la substance, inventa la forme verbale créosoter.

## Description

### Aspect
La créosote a l'aspect d'une matière dure, pâteuse ou collante et brillante, fortement odorante. Elle est trouvée dans le dépôt croûteux déposé par les vapeurs et fumées montant dans une cheminée ou contre une paroi froide.
Elle est extrêmement combustible (au-delà d'une certaine température). Elle contient même, par volume, un potentiel énergétique plus élevé que le bois. Elle peut s'enflammer lorsqu'il y a accumulation (feu de cheminée). La créosote est le produit d'une combustion incomplète du bois, ce qui est le cas dans la plupart des cheminées traditionnelles et dans les inserts fonctionnant avec un faible afflux d'air.

### Formation
La créosote est formée de gouttelettes de goudron qui se condensent sur les surfaces plus froides de l'appareil et de la cheminée (le bistrage).
Raffinée, elle donne une huile de goudrons de houille (coal tar), toxique et cancérigène qui a été utilisée comme pesticide pour la conservation du bois.
Sa composition varie selon le bois ou le charbon et le processus de production.

## Classification selon les teneurs
Selon leurs compositions on parle de créosotes de type A, B et C. Toutes contiennent plus de 80 % d'hydrocarbures aromatiques polycycliques (HAP) plus ou moins volatils selon le nombre de cycles aromatiques et leur poids moléculaire, toujours peu biodégradables, très peu solubles dans l'eau et s'adsorbant facilement sur les matières organiques, mais elles contiennent aussi plus ou moins de phénols et de composés hétérocycliques sulfurés, oxygénés et nitrogénés. Le type B est utilisé en France jusqu'en 2018 pour les poteaux et le type C pour les traverses de chemin de fer. Le type C provient de l'ébullition de la fraction la plus volatile, et a une odeur moins forte.

## Créosote de bois
C'est un liquide jaune limpide, visqueux et gras, à odeur âcre de fumée et au goût de brûlé-carbonisé. Il est industriellement produit en chauffant à des températures élevées du bois de hêtre et d'autres essences ou de la résine du buisson de créosote.
Sa composition chimique diffère fortement de celle de la créosote de charbon :
- gaïacol,
- 4-Éthylgaïacol,
- créosol,
- crésols,
- xylénols,
- o-Crésol,
- et autres phénols de type végétal (différents de ceux issus de la pétrochimie).

Il a été utilisé comme désinfectant, laxatif et dans un traitement contre la toux, depuis remplacé par des médicaments plus récents. La recette populaire japonaise (d'origine chinoise) de l'anti-diarrhéique Japonais Kampo contient comme composant principal 133 mg créosote de bois (bois de hêtre, d'érable ou de chêne) par dose (pour adulte). La créosote de bois était également réputée protéger le bois de sa dégradation par le soleil et la pluie.

## Créosote de goudron de houille
Cette créosote est distillée à partir du goudron brut produit dans un four à coke. Elle  est essentiellement composée d'hydrocarbures aromatiques polycycliques (HAP), mais ses propriétés proviennent aussi des phénols et crésols qu'elle contient.
La créosote peut contenir plus de 30 HAP différents, dont la concentration totale peut atteindre 85 % du produit.
Les plus importants de ces HAP sont les suivants :
- acénaphtène
- acénaphtylène
- naphtalène
- phénanthrène
- anthracène
- fluorène
- fluoranthène
- chrysène
- triphénylène
- benzo[a]anthracène
- Benzo[b]fluoranthène
- benzo[k]fluoranthène
- benzo[a]pyrène

La créosote de goudron de houille est un liquide noir ou ambré, malodorant, épais et huileux. Il a été le conservateur du bois le plus utilisé dans le monde, principalement pour les poteaux téléphoniques et les traverses de chemin de fer ou des bois de marine.
Selon l'association American Wood Preservers c'« est un distillat dérivé entièrement de goudrons provenant de la carbonisation de charbon bitumineux ». Dans certaines applications, pour étancher le bois, on utilise un mélange de goudron de charbon et de distillats de goudron de charbon.
Du goudron de houille a été utilisé dans certains médicaments pour par exemple traiter le psoriasis, les pellicules sur le cuir chevelu, et comme pesticide répulsif pour des animaux (oiseaux), comme insecticide et fongicide.

## Toxicologie
Diverses études attribuent à la créosote un pouvoir cancérigène. La créosote est considérée comme « cancérigène du groupe 2A » par le Centre international de recherche sur le cancer (CIRC).
Une analyse des causes de la mortalité de nombreuses professions a conclu à un risque accru de mortalité par cancer du scrotum chez les personnes exposées à la créosote (c'est aussi un cancer fréquent chez les ramoneurs). Plus généralement des épithéliomes malins, dont 1/3 étaient des cancers du scrotum, ont été signalés dans plusieurs rapports de cas relatifs à des travailleurs exposés à la créosote. Il existe une étude de cohorte mais faite tardivement et qui a donc souffert d'un nombre trop faible de sujets d'étude. 
Pour le CIRC ; « Il existe (en 1998) des preuves suffisantes de la cancérogénicité chez l'animal de laboratoire » pour les goudrons de houille, la créosote, les huiles de créosote, les huiles d'anthracène et de brais de houille et il existe des preuves suffisantes que l'exposition professionnelle à des goudrons de houille, comme il s'en produit lors de la distillation destructive du charbon, est une cause de survenue de cancer de la peau chez l'humain (CIRC, 1984a). Les résultats des quelques études disponibles sur les autres expositions professionnelles aux goudrons de houille sont compatibles avec cette évaluation.

## Effets sur la santé de la créosote de goudron de houille
Selon l'ATSDR, ingérer de la nourriture ou de l'eau potable contaminées avec de hauts taux de créosote de goudron de houille peut provoquer une brûlure dans la bouche et la gorge et les douleurs d'estomac. 
- Un bref contact direct avec de grandes quantités de créosote de goudron de houille peut entraîner une éruption cutanée ou des irritations sévères de la peau, des brûlures chimiques de la surface des yeux, des convulsions et une confusion mentale, une attaque des reins ou du foie, et même provoquer l'inconscience ou la mort.
- Un contact cutané direct avec de faibles doses de mélanges de créosote ou avec leurs vapeurs peut entraîner une sensibilité à la lumière accrue, des dommages à la cornée, et des lésions cutanées.
- Une exposition plus longue à la vapeur de créosote peut provoquer des irritations des voies respiratoires.

L'Agence américaine Environmental Protection Agency a reconnu la créosote de goudron de houille comme cancérigène probable pour l'homme, sur la base de deux études (sur l'homme et l'animal). Pour l'organisme fédéral américain OSHA (Occupational Safety and Health Administration), l'exposition admissible dans l'air ne doit pas dépasser 0,2 milligramme de créosote de goudron de houille par mètre cube d'air (0,2 mg/m3) en milieu de travail au cours d'une journée de 8 heures, et l'EPA (Environmental Protection Agency) exige que lui soit signalé tout déversement ou rejet accidentel dans l'environnement d'une livre (0,454 kg) et plus de créosote.
Chez les enfants : il n'y a pas de voie spécifique d'exposition des enfants à la créosote, mais leur peau et leurs muqueuses sont plus sensibles aux passages percutanés de produits de type hydrocarbures. On suppose qu'ils subissent les mêmes effets que l'adulte sur la santé, mais on ignore si les enfants y sont plus susceptibles que l'adulte.
Chez l'adulte en milieu professionnel : une étude (2005) sur la mortalité de 2 179 employés de 11 usines des États-Unis ayant traité du bois par de la créosote, n'a pas trouvé de preuves fiables d'augmentation du risque de décès par cancer ou maladies non malignes chez ces travailleurs (dans ce panel, certains travailleurs avaient été concernés de années 1940 à 1950 par la créosote et la période d'observation était 1979-2001, pour une durée moyenne de l'emploi  de 12,5 ans. Un tiers des sujets d'étude ont été employés pendant plus de 15 ans.
En France les poteaux bois créosotés sont de moins en moins utilisés, et les « lignards » de RTE doivent porter des combinaisons de protection depuis 2013, à la suite de la transposition de la directive européenne de 2001 en 2003, qui alertait sur un risque cancérogène « supérieur au niveau estimé initialement » et réduisait fortement le  niveau d'exposition maximale des travailleurs.

## Risques
Ils s'expriment le plus à 4 occasions :
1. lors de la fabrication (pour les ouvriers)[6] ;
2. lors de l'application du produit sur le bois[6] ;
3. lors du transport et des manipulations du bois traité (sciage/ponçage/perçage) puis de son retrait par les professionnels (ou non)[6] ;
4. durant la période d'usage où les bois traités relarguent lentement dans l’eau, l’air ou le sol de la créosote[6] ;
5. et finalement en tant que déchet dangereux quand l'utilisateur du bois traité doit s’en débarrasser[6] (au sens de l’article L541-1-1 du code de l’environnement en France où - comme dans toute l'Europe, tout producteur de déchets est tenu de les caractériser, notamment au regard de leur dangerosité, et de s’en défaire selon les règles imposées par la directive cadre sur les déchets[21].

## Modèle animaletécotoxicologie
En 1998 peu d'études semblent avoir porté sur les impacts écosystémiques globaux, mais l'IARC note que :
- cinq créosotes ou huiles de créosote ont toutes expérimentalement produit des tumeurs de la peau, notamment des carcinomes, lorsque appliquées sur la peau des souris[15].
- l'une de ces créosotes a également produit des tumeurs du poumon chez la souris après application cutanée[15] ;
- dans deux études limitées, une fraction d'huile de créosote ne s'est pas montrée cancérogène pour la peau de souris[15] ;
- la créosote et mélange de goudron de houille et de créosote ont été mutagènes chez S. typhimurium et se sont avérés avoir activé des lymphomes chez la souris de laboratoire L5178Y, en présence d'un système métabolique exogène[15] ;
- L'urine de rats ayant reçu la créosote s'avère mutagène chez S. typhimurium en présence d'un système métabolique exogène[15].

## Usages

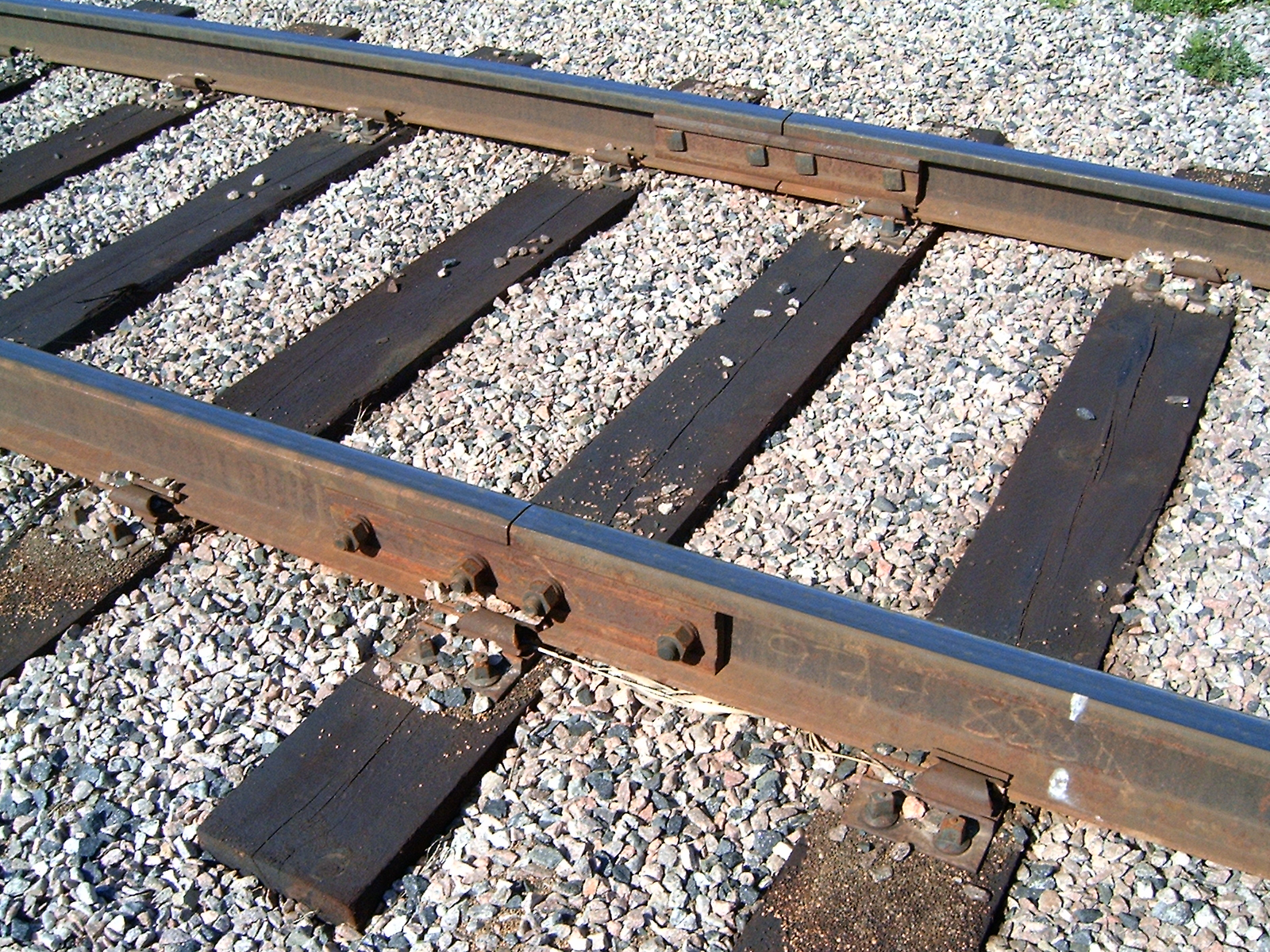
Le principal usage de la créosote a probablement été le traitement des traverses de chemins de fer en bois (qui nécessitent moins de ballast que le béton).

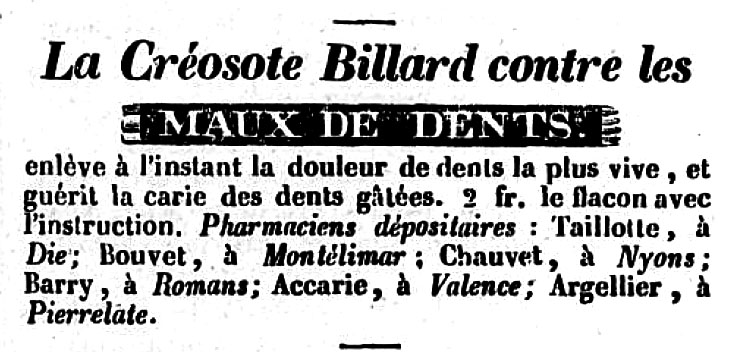
Publicité pour La Créosote-Billard (probablement de goudron de bois) brevetée contre la carie et les maux de dents, « un prix » ayant été décerné à M. Billard pour ce produit.

La créosote a longtemps été massivement utilisée (dont en Europe) comme traitement de conservation des bois :
- pour protéger les traverses de chemin de fer (la compagnie de l'Est débute cet usage en 1865[23]) ;
- pour protéger le bas des poteaux téléphoniques (enterrés dans le sol ou noyés dans du béton) contre le pourrissement.

Elle a aussi été utilisée comme médicament.
Un problème est posé par le devenir et l'accumulation de stocks de traverses de chemin de fer retirées des voies. Leur réutilisation et surtout leur combustion peut être à l'origine de pollutions graves de l'environnement.
La créosote a été utilisée pour la conservation de la viande.

### Usages médicamenteux
Lors de son apparition, la créosote a connu une grande faveur. On s’en est servi comme d’un bon hémostatique. Elle fut largement utilisée lors du traitement de la tuberculose (en inhalation) ou pour des soins dentaires (soulagement des maux de dents et soins des caries). Son usage décrut à la suite de la découverte du phénol moins caustique. La créosote entre toutefois encore aujourd'hui dans la composition de certains médicaments bronchiques ou dentaires.

## Réglementation et interdictions
En Europe, l'emploi de la créosote est interdit depuis 2002 à l'intérieur de locaux et pour certains usages externes car cancérigène, et réduit la vente de créosote à certains utilisateurs professionnels,. 
La créosote est approuvée pour quelques usages mais avec des restrictions (mentionnées à l’annexe XVII du règlement Reach : exclusivement pour des traitements de bois faits dans des installations industrielles ou par des professionnels et réservés à quelques usages professionnels. 
La réglementation européenne sur les Biocides prévoit une évaluation de la créosote au niveau européen tous les 5 ans. 
Après approbation européenne de cette substance, chacun de ses usages doit être dérogatoirement autorisé dans chaque État membre, avec l’obligation d’établir un plan de substitution. Compte tenu du caractère dangereux pour la santé et pour l’environnement de la créosote, les États membres ne peuvent autoriser un de ses usages que si son interdiction a des conséquences négatives disproportionnées pour la société par rapport aux risques de son utilisation.
Ce biocide a été évalué (publication de mars 2016) par la Suède en tant qu'Etat-membre de référence pour cette évaluation en Europe. La Suède a alors réservé son usage aux seules traverses de chemin de fer, poteaux électriques et de télécommunications, interdisant ses anciens usages agricoles et maritimes. 
En France, concernant la mise sur le marché et le réemploi de bois traités, un arrêté a listé quelques dérogations (pour certains usages professionnels uniquement), mais interdit certains usages et l'usage de bois ayant été traité avec certains produits dont les produits dits « créosotes » (liste ci-dessous)
- Créosote	                                                 (Numéro EINECS : 232-287-5 ; numéro CAS : 8001-59-9)
- Huile de créosote	                                         (Numéro EINECS : 263-047-8 ; numéro CAS : 61789-28-4)
- Distillats de goudron, de houille, huiles de naphtalène	 (Numéro EINECS : 283-484-8 ; numéro CAS : 84650-04-4)
- Huile de créosote, fraction acénaphtalène	                 (Numéro EINECS : 292-605-3 ; numéro CAS : 90-640-84-9)
- Distillats supérieurs de goudron houille	                 (Numéro EINECS : 266-026-1 ; numéro CAS : 65996-91-0)
- Huile anthracénique	                                         (Numéro EINECS : 292-602-7 ; numéro CAS : 90640-80-5)
- Phénols de goudron, charbon, pétrole brut	                 (Numéro EINECS : 266-019-3 ; numéro CAS : 65996-85-2)
- Créosote de bois	                                         (Numéro EINECS : 232-419-1 ; numéro CAS : 8021-39-4)
- et tous résidus d'extraction alcalins (charbon), goudron de houille à basse température.

En 2018 l'Anses (après avoir encore examiné plusieurs demandes d'autorisation de mise sur le marché de trois familles de tels produits) a restreint l'usage de la créosote au seul usage ferroviaire (jusqu'alors les poteaux électriques ou de clôtures pouvaient encore utiliser ce produit). L'usage ferroviaire est justifié par le fait que c'est le seul qui présente « un risque d'exposition très limité pour la population générale et que les conditions d'emploi par les professionnels sont très encadrées (manipulation dans des lieux ventilés, ports d'équipements de protection) », les autres usages (agricoles, équestres, routiers, fluviaux ou portuaires faisant courir « un risque inacceptable pour l'environnement » ; l'ANSES recommande aux particuliers « d’éviter tout contact avec les traverses de chemin de fer traitées à la créosote : ne pas laisser les enfants jouer à proximité,  ne pas utiliser de traverses pour d’autres usages, comme pour l’aménagement des jardins, ne pas scier, transformer ou brûler les traverses traitées, et contacter une déchetterie pour procéder à leur collecte ». 

Les opérateurs ferroviaire français doivent en échange des dernières autorisations produire un plan de substitution pour que ce traitement dangereux pour la santé et l'environnement soit progressivement éliminé. Un arrêté ministériel devrait rapidement aussi interdire toute importation de bois créosoté et tout réemploi de ce matériau et la France - au vu des risques mis en évidence par l'ANSES - souhaite que cette interdiction soit reprise par tous les pays européens sous l'égide de la Commission européenne,.
Finalement, l'arrêté modifié du 18 décembre 2018 relatif à la restriction d'utilisation et de mise sur le marché de certains bois traités ne permet plus l'emploi ou le réemploi du bois créosoté que pour le traverses de chemin de fer, une dérogation pour les poteaux électriques ou de télécommunications ayant cependant persisté jusqu'au 23 octobre 2019. Le bois traité usagé est désormais considéré comme un déchet dangereux et seules une valorisation énergétique ou un traitement dans une installation autorisée restent possibles.

## Fin de vie des bois créosotés
Les premiers gisements de déchets créosotés sont les traverses de chemin de fer et poteaux en fin de vie. Ainsi, à titre d'exemple en France :
- En 2016, 810 000 traverses en bois ont été retirées, et 475 000 posées[32].

« Vers 2015, 335 000 traverses en bois sont annuellement remplacées par des traverses en béton ; 475 000 traverses en bois sont posées et 810 000 sont retirées annuellement. Au total, environ 100 M€ sont investis chaque année dans l’achat et la pose de traverses en bois créosoté, montant à rapprocher des 1 150 M€ d’achat et pose de traverses béton dans le cadre des renouvellements de voie. »
La substitution par le béton n’est actuellement économiquement acceptable que pour les voies les plus fréquentées ; des essais d'alternatives moins toxiques sont en cours et doivent se poursuivre pour valider « un plan de substitution réaliste ».
- Orange doit encore gérer un patrimoine de 15 millions de poteaux bois (mais n'utilise plus de créosote pour les nouveaux poteaux).

L'association Robin des bois avait, en avril 2007, dénoncé en France l'utilisation de traverses créosotées pour des usages dangereux pour l'environnement, dont pour la fabrication de charbon de bois.
En réponse à une question posée à l'Assemblée nationale, le gouvernement a estimé que : « Du fait du caractère toxique et cancérigène des créosotes, lié majoritairement à la présence des HAP, des mesures de limitation de mise sur le marché ont été prises dès 1994 à l'échelon européen pour ces substances, ainsi que pour les bois et objets en bois traités avec ces substances. Ces mesures ont été transposées (par arrêté interministériel du 2 juin 2003 modifiant l'arrêté interministériel du 7 août 1997 relatif aux limitations de mise sur le marché et d'emploi de certains produits contenant des substances dangereuses », ajoutant que « afin de démontrer l'innocuité du charbon de bois obtenu à partir de bois créosoté », le Conseil supérieur d'hygiène publique de France (CSHPF), section de l'alimentation, a été saisi, et qu’il a donné un avis favorable au procédé de fabrication de charbon de bois à usage alimentaire à partir de bois créosoté dans un four thermorégulé à brassage de gaz chauds, tel que mis en œuvre par une société pratiquant cette transformation.
Le CSHPF avait estimé que ce procédé n'entraîne pas de risque particulier pour la santé humaine, ou, plus précisément, que le risque est du même ordre que celui résultant de la combustion de bois non traités… à condition que le procédé soit bien celui décrit et utilisé dans les mêmes conditions opératoires, et utilisant des traverses ayant la même qualité que celles qui ont servi à émettre l'avis (sans traitement par des « créosotes de pétroles »). Selon le gouvernement français, le bois créosoté en fin de vie doit être géré comme un déchet dangereux, qui « relève du code de l'environnement » ; environ un million de traverses de chemin de fer sont déposées par an par la SNCF, dont 250 000 transformées en charbon de bois pour usage alimentaire, dans une installation classée pour la protection de l'environnement autorisée à le faire. Un avantage de la créosote sur d'autre pesticides du bois est qu'elle ne libère pas de métaux lourds à la combustion ; une valorisation énergétique dans des installations adéquates est donc envisageable (voire « à privilégier » selon Chem-Advocacy).
En 2018, l'ANSES et le CGEDD s'« alarment » « du peu de restrictions apportées au commerce des traverses et poteaux créosotés usagés. Leur réusage peut en effet se révéler bien plus dangereux pour la santé que durant leur première vie » ; ils invitent le gouvernement à durcir « dans les plus brefs délais » l'arrêté du 2 juin 2003 la régissant.